# Étoile Angers Basket
El Étoile Angers Basket 49 es un equipo de baloncesto francés con sede en la ciudad de Angers, que compite en la Pro B, la segunda división de su país. Disputa sus partidos en la Salle Jean Bouin, con capacidad para 3700 espectadores.

## Historia
Fue fundado en 1982 tras la fusión de los clubes La Vaillante y CSJB (Centre sportif Jean Bouin). El club comenzó en la National IV y rápidamente ascendió a la National 3 para la temporada 84-85, permaneciendo allí hasta 1990. La llegada del entrenador-jugador Thierry Chevrier, ex-Cholet Basket, dio un nuevo impulso. En su primera temporada (1989-1990), hizo que el club ascendiera a la NM2. En 1994, ascendieron a la Pro B tras derrotar al Jeanne d'Arc Vichy. En la temporada 1997-98, Angers BC terminó en 1.ª posición de la tabla empatados con el Paris-Levallois, pero como el average era favorable a los parisinos, ellos ascendieron a la Pro A. 
El año 2000 fue un mal año para el Angers BC. Thierry Chevrier dejó su puesto como entrenador después de 11 temporadas, su sucesor, François Steinebach, no pudo evitar el descenso a la NM1, donde el club permaneció dos temporadas. Tras volver ascender en 2003 a la Pro B bajo las órdenes de Bertrand Van Butsele, el club angevino tuvo dos temporadas difíciles en la Pro B. Tras quedar últimos en la temporada 2003-2004, fueron repescados. La llegada del entrenador Olivier Le Minor durante la temporada 2004-2005, dio un gran impulso al club presidido por Patrick Gautier.
En la temporada 2005-2006, el Angers BC se clasificó los play-offs de la Pro B. La temporada 2006-2007 debería haber sido la temporada de su confirmación, pero la salida de algunos piezas clave del equipo (Scott Emerson, Terrence Durham, Andrius Ragauskas, Johann Ratieuville ...) y las lesiones de algunos jugadores, sumergieron al club en una depresión total. A finales de enero de 2007, Mickaël Hay, exjugador emblemático del club, se convirtió en el nuevo entrenador del equipo sustituyendo a Olivier Le Minor, pero no pudo evitar el descenso a la NM1.
El 26 de octubre de 2010, Angers recibió al CSP Limoges durante los 32e de final de la Copa de baloncesto de Francia. Los angevinos resistieron, pero acabaron perdiendo por 48-66. A final de la temporada 2013-2014, tras siete años de ausencia, subieron de nuevo a la Pro B, pero descendieron a la NM1 a final de la temporada 2014-2015.

## Resultados en liga
| Temporada | División | Liga  | Posición | Play-Offs        |
| --------- | -------- | ----- | -------- | ---------------- |
| 1996-97   | 2        | Pro B | 5        | -                |
| 1997-98   | 2        | Pro B | 2        | -                |
| 1998-99   | 2        | Pro B | 3        | -                |
| 1999-00   | 2        | Pro B | 10       | -                |
| 2000-01   | 2        | Pro B | 16       | -                |
| 2001-02   | 3        | NM1   | 7        | -                |
| 2002-03   | 3        | NM1   | 2        | -                |
| 2003-04   | 2        | Pro B | 16       | -                |
| 2004-05   | 2        | Pro B | 13       | -                |
| 2005-06   | 2        | Pro B | 8        | Cuartos de final |
| 2006-07   | 2        | Pro B | 18       | -                |
| 2007-08   | 3        | NM1   | 6        | -                |
| 2008-09   | 3        | NM1   | 5        | -                |
| 2009-10   | 3        | NM1   | 7        | Subcampeón       |
| 2010–11   | 3        | NM1   | 3        | Semifinales      |
| 2011–12   | 3        | NM1   | 11       | -                |
| 2012–13   | 3        | NM1   | 12       | -                |
| 2013–14   | 3        | NM1   | 2        | Campeón          |
| 2014–15   | 2        | Pro B | 18       | -                |
| 2015–16   | 3        | NM1   | 8        | Semifinales      |
| 2016–17   | 3        | NM1   | 15       | Descenso         |
| 2017–18   | 4        | NM2   | 2        | Ascenso          |
| 2018–19   | 3        | NM1   | 11       | -                |
| 2019–20   | 3        | NM1   | 1        | -                |
| 2020–21   | 3        | NM1   | 9        | -                |
| 2021–22   | 3        | NM1   | 1        | Campeón          |
| 2022–23   | 2        | Pro B | 11       | -                |

## Palmarés
- Copa de baloncesto de Francia (amateur)
  - Campeón: 1992 y 1994

- Trofeo Fair Play

2003
- NM1
  - Campeón play-offs: 2014